# Eugen von Richthofen
Karl Gottlieb Julius Adalbert Eugen Freiherr von Richthofen (* 9. März 1810 in Krippitz; † 30. August 1896 in Breslau) war ein preußischer Generalmajor.

## Leben

### Herkunft
Eugen entstammte der Hertwigswaldauer Linie des Adelsgeschlechts von Richthofen. Er war ein Sohn des Landesältesten Wilhelm von Richthofen (1781–1861) und dessen Ehefrau Charlotte, geborene Freiin von Nordeck zur Rabenau (1781–1857). Sein jüngerer Bruder Lothar (1817–1893) war Landesältester.

### Militärkarriere
Richthofen besuchte das Gymnasium in Glogau und die Ritterakademie in Liegnitz. Am 1. Juni 1827 trat er in das 1. Ulanen-Regiment der Preußischen Armee ein und avancierte bis Februar 1831 zum Sekondeleutnant. Zur weiteren Ausbildung war Richthofen von Mitte Oktober 1833 bis Ende Juli 1836 an die Allgemeine Kriegsschule kommandiert. Daran schloss sich eine einjährige Kommandierung zur Lehr-Eskadron an. Am 7. April 1842 wurde er zur Dienstleistung als Adjutant der 12. Kavallerie-Brigade in Neisse kommandiert. Ab Mitte April 1846 war Richthofen in gleicher Eigenschaft bei der 12. Division tätig und stieg zwei Monate später zum Premierleutnant auf. Als solcher hatte er 1849 Verwendung bei der 6. und 9. Division, bis Richthofen Ende 1849 wieder zu seinem Stammregiment zurückkehrte. Nach der Beförderung zum Rittmeister wurde er Mitte Juni 1852 zum Eskadronchef ernannt. 1857 folgte seine Aufnahme in den Johanniterorden.
Unter Beförderung zum Major wurde Richthofen am 8. Mai 1858 etatmäßiger Stabsoffizier im 2. Dragoner-Regiment. Für die Dauer der Mobilmachung anlässlich des Sardinischen Krieges erhielt er 1859 das Kommando über das mobile 2. Landwehr-Dragoner-Regiment. Nach einer kurzzeitigen Verwendung im Ulanen-Regiment „Graf Haeseler“ (2. Brandenburgisches) Nr. 11 beauftragte man Richthofen am 13. April 1861 zunächst mit der Führung des Westfälischen Ulanen-Regiments Nr. 5 und ernannte ihm am 29. Juli 1861 zum Regimentskommandeur. In dieser Stellung avancierte er bis Mitte Juni 1865 zum Oberst. Richthofen führte seinen Verband 1866 während des Krieges gegen Österreich in den Schlachten bei Münchengrätz und Königgrätz. Für sein Verhalten wurden ihm die Schwerter zum Roten Adlerorden III. Klasse, sowie das Ehrenkomtur des Oldenburgischen Haus- und Verdienstordens des Herzogs Peter Friedrich Ludwig verliehen.
Unter Stellung à la suite seines Regiments ernannte man Richthofen am 13. Juni 1867 zum Kommandeur der 4. Kavallerie-Brigade in Bromberg, bis er schließlich am 20. April 1869 mit dem Charakter als Generalmajor mit der gesetzlichen Pension zur Disposition gestellt wurde.

### Familie
Richthofen verheiratete sich am 13. Januar 1840 in Polnisch-Wartenberg mit Eva von Teichman und Logischen (1821–1892). Aus der Ehe gingen hervor:
- Hugo Samuel (1842–1904), Oberpräsident der Provinz Ostpreußen, preußischer Sekondeleutnant im Regiment der Gardes du Corps
- Adam Ulrich (1846–1917), preußischer Oberstleutnant[1] ⚭ Helene von Koschembahr (* 18. November 1850)
- Eveline (* 31. März 1849; † 29. Februar 1928) ⚭ 1881 Emil von Pfuel (* 13. November 1821; † 4. Juli 1894), preußischer Generalleutnant
- Eugenie (* 5. Oktober 1850) ⚭ 1876 Eugen von Carnap (* 15. Dezember 1838), preußischer Hauptmann
- Elsbeth (* 28. Juni 1852)
- Martha (* 19. Juli 1859) ⚭ 1883 Hans von Heydebrand und der Lasa, Herr auf Klein Gutowny